# Panesthia sloanei
Panesthia sloanei är en kackerlacksart som beskrevs av Shaw 1918. Panesthia sloanei ingår i släktet Panesthia och familjen jättekackerlackor. Inga underarter finns listade i Catalogue of Life.